# Dasymys capensis
Dasymys capensis és una espècie de mamífer rosegador de la família dels múrids. És endèmic del sud de la província sud-africana del Cap Occidental. Anteriorment se'l considerava una subespècie de D. incomtus, al qual s'assembla molt. D. capensis es diferencia d'aquesta altra espècie per tenir els ossos nasals, els arcs zigomàtics i el neurocrani més amples. Un estudi publicat el 2004 establí que les diferències eren suficients per a elevar D. capensis a la categoria d'espècie. Hi ha models taxonòmics que no reconeixen aquesta espècie.